# Mihály Székely
Mihály Székely (Jászberény, 8 de maig de 1901 – 22 de març de 1963), fou un cantant baix hongarès famós pels papers mozartians. El seu nom en forma hongaresa és Székely Mihály, el seu nom familiar original era Spagatner.
Va debutar com a Ferrando (Il trovatore) el 1920 a l'Òpera de Budapest, on es va quedar com a cantant principal fins a la seva mort. El seu debut al Metropolitan Opera fou com a Hunding (Die Walküre) el 1947. Va enregistrar dues versions de El castell de Barbablava de Béla Bartók i va treballar de prop amb el compositor en la revisió del 1936.
Els seus papers més reeixits van ser Rei Felip (Don Carlo), Fiesco (Simon Boccanegra), Osmin (Die Entführung aus dem Serail), Sarastro (Die Zauberflöte), Leporello (Don Giovanni), König Marke (Tristan und Isolde), Pogner (Die Meistersinger von Nürnberg), Boris Godunov, Basilio (Il barbiere di Siviglia), Gremin (Eugene Onegin) i Baró Ochs (Der Rosenkavalier). Va cantar en el Glyndebourne Festival diverses vegades, majoritàriament en òperes de Mozart.

## Discografia
- Mozart: La flauta màgica amb Pilar Lorengar, Richard Lewis, Margereta Hallin, Mihaly Szekely, Geraint Evans (2015-09-11) ASIN: B01AB9CFH0